# جوليا غوس
جوليا غوس (بالإنجليزية: Julia Goss)‏ هي مغنية ومغنية أوبرا بريطانية، ولدت في 1946.

## وصلات خارجية
- جوليا غوس على موقع قاعدة بيانات برودواي على الإنترنت (الإنجليزية)